# Canon Inc.
Canon Inc. (キャノン株式会社 Kyanon Kabushiki-kaisha?) es una compañía japonesa especializada en productos ópticos y de captura y reproducción de imágenes, que incluye fotografía, vídeo, fotocopiadoras e impresoras. Su sede principal se localiza en Tokio y actualmente es uno de los líderes en el sector de la fotografía y de la óptica. 

## Nombre
La empresa originalmente se llamaba Seikikōgaku kenkyūsho (en japonés 精機光学研究所, Precision Optical Industry Co. Ltd.). En 1934 produjo la Kwanon, un prototipo de la primera cámara japonesa de 35 mm con un obturador basado en un plano focal. En 1947, el nombre de la empresa se cambió a Canon Camera Co., Inc., abreviado a Canon Inc. en 1969. El nombre Canon proviene del bodhisattva budista Kannon (観音, "Guanyin"), anteriormente transcrito como Kuanyin, Kwannon, o Kwanon en inglés.

## Historia
La compañía fue fundada el 10 de agosto de 1937 por Takeshi Mitarai, Goro Yoshida, Saburo Uchida y Takeo Maeda, con el nombre de Precision Optical Instruments Laboratory. El propósito original de ésta fue la investigación para mejorar y desarrollar la calidad de las cámaras fotográficas.
En junio de 1934 fue creada la primera cámara de Canon, la Kwanon, llamada así en honor a Kuan Yin, la bodhisattva budista de la compasión. Un año después en 1935 la compañía cambió su nombre por el de Canon con la finalidad de reflejar una imagen más moderna. 
En 1971 se presenta la Canon F1, un modelo de alta gama junto a un completo sistema de accesorios (lo normal en aquél momento era que las cámaras se lanzaran sólo con unos pocos) entre ellas, una gran cantidad de ópticas desarrolladas para la nueva serie FD. Aquello le valió una gran acogida entre los fotógrafos profesionales además de ser nombrada cámara oficial en los Juegos Olímpicos de verano de 1976 de Montreal (Canadá) y los de invierno de 1980 que tuvieron lugar en Lake Placid (EE. UU). Después, en 1976 aparece la Canon AE-1 (el nombre viene de Automatic Exposition), la primera réflex que contaba con un microprocesador integrado en el cuerpo, con medición TTL ("Through The Lens") con prioridad a la velocidad de obturación y disparo continuo a 2 fotogramas por segundo. Esta sería la primera cámara automatizada e informatizada. Gracias a la reducción de costes en su fabricación permitió un precio más asequible para los usuarios.

### Sistema EOS
En 1987 lanzaron su línea de cámaras fotográficas EOS, siglas en inglés de "electro-optical system", y que además figuran en honor a la diosa griega Eos o de la aurora. Este sistema supuso un desprendimiento total del enfoque manual y dio entrada al enfoque ultrasónico y a la estabilización óptica, ambos introducidos por Canon en el mundo de la fotografía réflex y que se volvieron un estándar en la fotografía profesional y de alta velocidad. Aunque molestó a los usuarios conservadores que vieron cómo perdían compatibilidad con sus antiguas ópticas de enfoque manual, cuando su patente de enfoque ultrasónico caducó, muchos de sus competidores siguieron el mismo camino y adoptaron el enfoque ultrasónico de Canon.

### Era digital
La primera réflex digital fue la EOS DCS 3 y se lanzó en el año 1995. Era un modelo basado en la EOS 1N, un modelo orientado al sector profesional, y que venía siendo una Kodak que utilizaba un cuerpo Canon. Ya en 2000 la Canon EOS D30 se convierte en la primera cámara de la compañía nipona en montar un sensor CMOS con tecnología propia (hasta entonces todas las cámara llevaban CCD). No fue hasta el año 2012 cuando Canon presenta su primera cámara sin espejo, la Canon EOS M (una APS-C de gama media), siendo una de las últimas grandes compañías en presentar este tipo de cámaras. Unos años después en 2018 lanza su primera sin espejo full-frame, la EOS R.
A pesar de ser un fabricante de una gran variedad de equipos electrónicos, su fama recae en ser referente de fotografía por su aportación al mundo fotográfico y ser pionero en la fotografía digital full frame desde el año 2002, con la introducción de la canon 1Ds. Aunque actualmente se ha especializado en productos principalmente ópticos, también se le recuerda por sus aportes al mundo de las máquinas de escribir de las décadas posteriores a la Segunda Guerra Mundial.
En 2025, dieron a conocer que habían desarrollado un sensor CMOS con 410 megapíxeles (MP), el mayor número de píxeles conseguido en un sensor 'full-frame' de 35 mm. Dicho sensor equivalía a 24K (198 veces mayor que Full HD y 12 veces mayor que 8K).

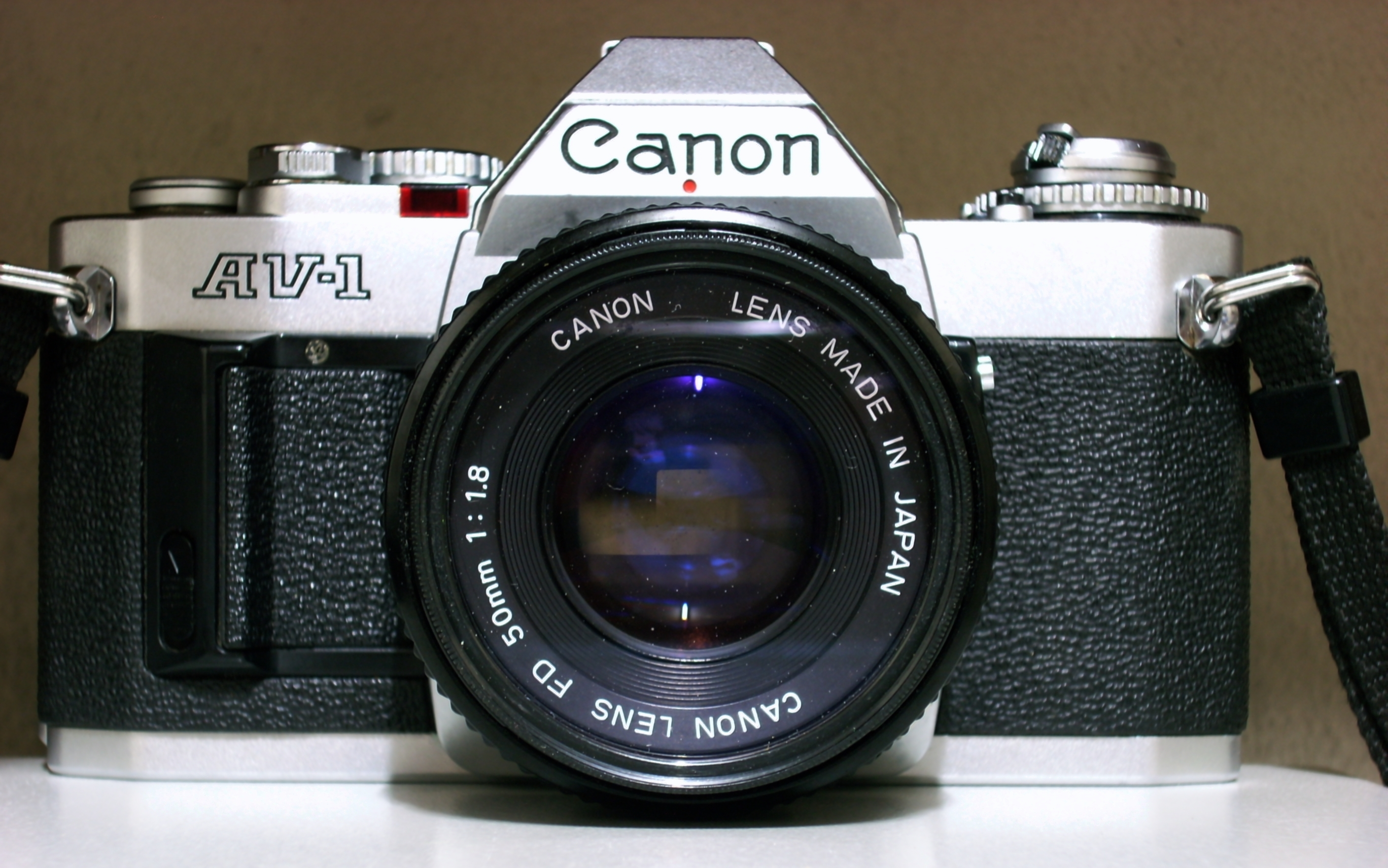
Canon AV-1 vista frontal
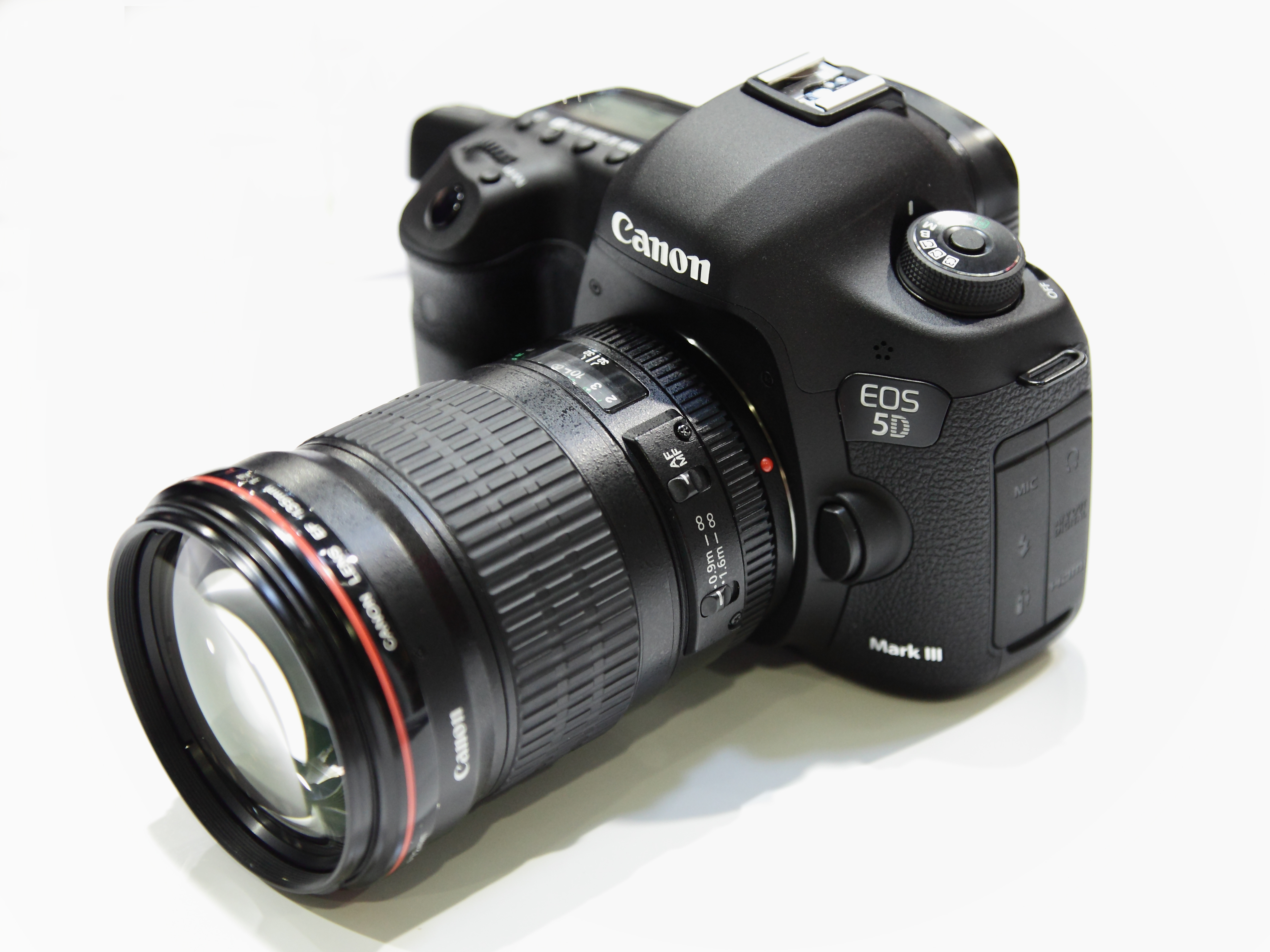
Canon EOS 5D Mark III
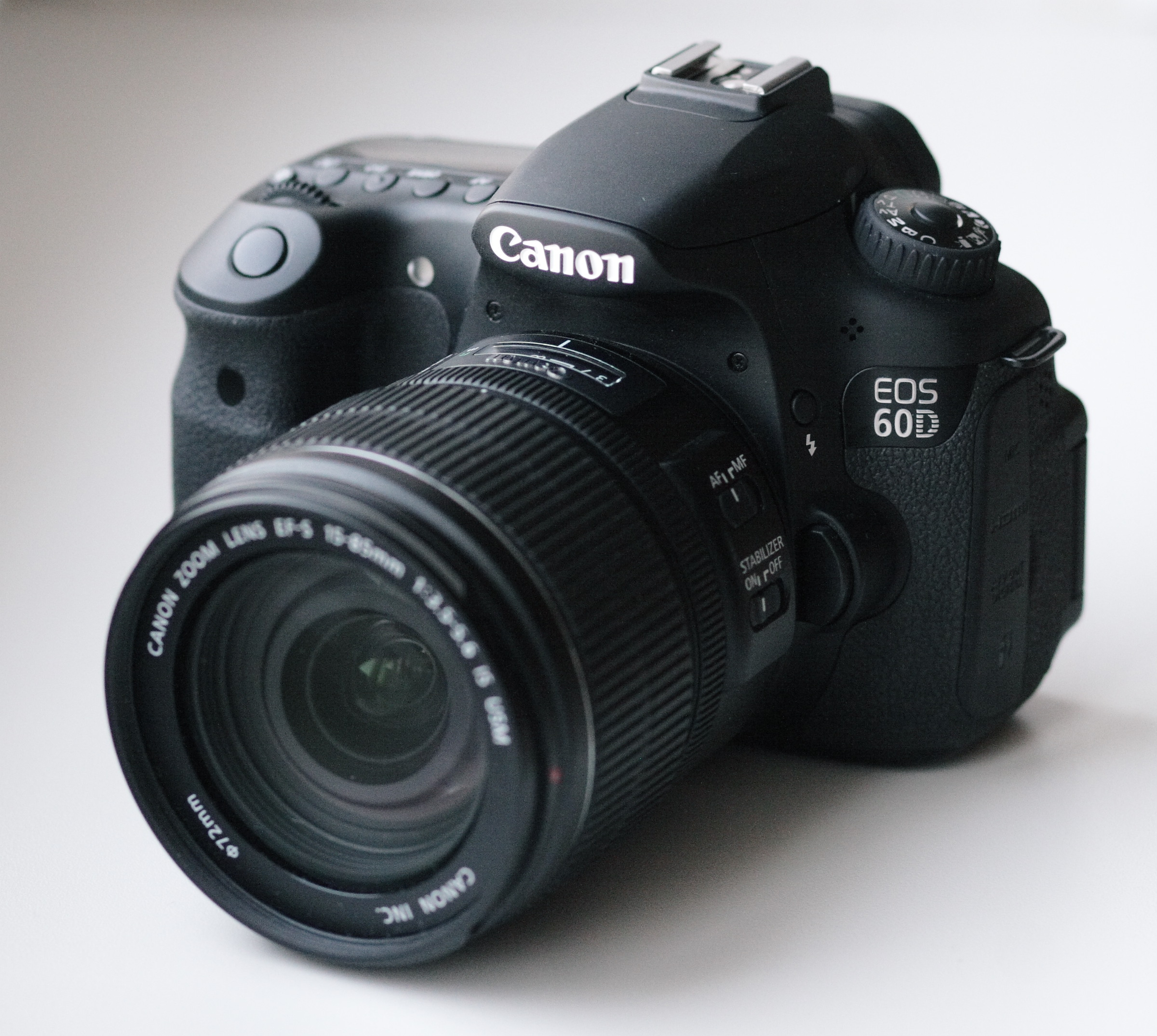
Canon EOS 60D
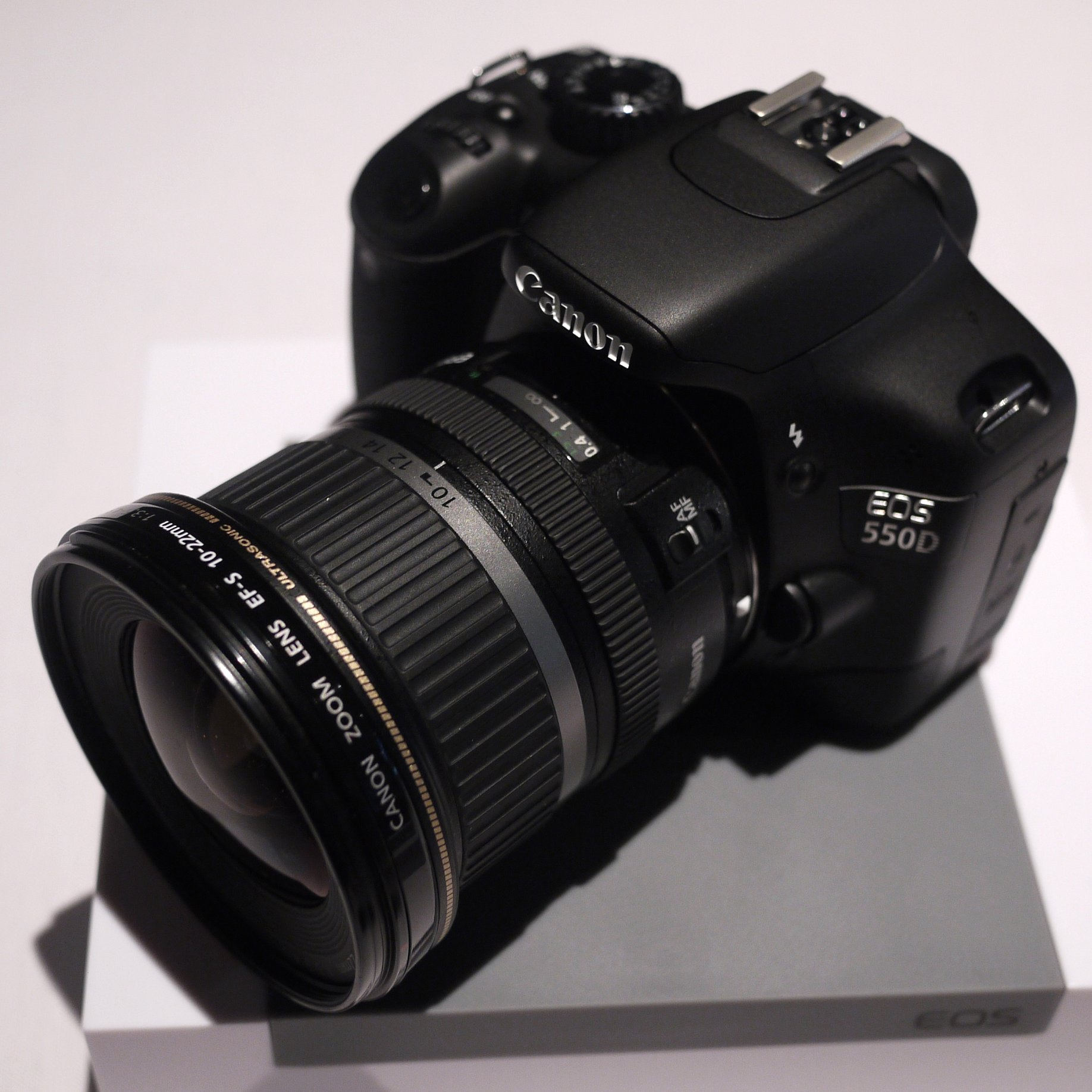
Canon EOS 550D
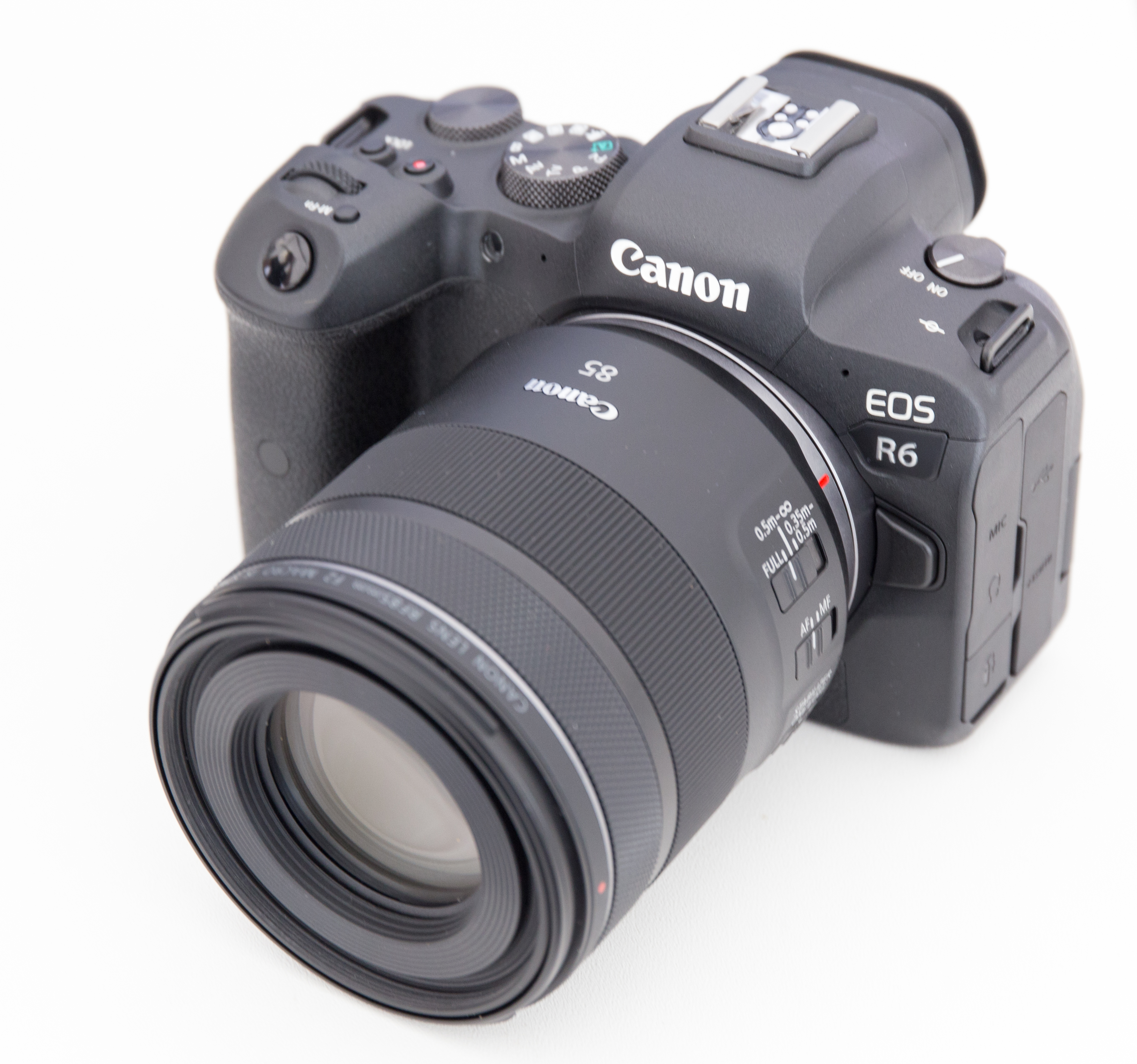
Canon EOS R6

## Fabricación y producción
Canon tiene filiales de producción y mercadeo en Japón, las Américas, Europa, Asia, Oceanía, una red global de I+D con empresas en los Estados Unidos, Europa, Asia y Australia.
Canon también ha entrado en el mercado de las pantallas digitales aliándose con Toshiba, desarrollando y fabricando televisores planos basados en SED, una nueva tecnología para pantallas.
Los procesos de producción de Canon están en constante evolución, como parte de su orientación en suministrar al cliente productos de alta calidad en un tiempo ajustado. Gracias a avances como la producción celular y producción automatizada, el objetivo de Canon es lograr un sistema de producción innovador en cada etapa del proceso - la compra, fabricación y distribución.  Canon también se esfuerza en lograr un impacto positivo en el medio ambiente, comprando piezas y materiales respetuosos con el medio ambiente y con un sistema eficaz de distribución.  
La fábrica de Toride que se estableció en 1961, es responsable de la producción de productos de imagen para la oficina, y usa el sistema de producción de célula, único en Canon desde hace aproximadamente 10 años. El sistema de producción de célula, que elimina la necesidad de procesos de cinta de producción, utiliza equipos reducidos de trabajadores, o células, para montar los productos desde el principio hasta el final. 
El número de operaciones realizado por cada trabajador depende del nivel de habilidades de cada trabajador. Este método de producción ha facilitado un aumento importante en la eficiencia de producción y permite flexibilidad en los volúmenes de producción.

## Reconocimiento en el sector
En el año 2009, Canon consiguió los siguientes puestos en las clasificaciones del sector:
Según el estudio realizado por Interbrand y Business Week, Canon ocupaba en 2009 el puesto 33 en la lista de las 100 mejores marcas mundiales.
Canon ha sido elegida en 2010 como la marca de cámaras fotográficas de mayor confianza en Europa por el décimo año consecutivo, según Readers Digest.
Canon ha sido reconocida como una de las Compañías Más Admiradas del Mundo en 2016 por FORTUNE.

## Productos

### Cámaras digitales SLR y sin espejo (mirrorless)
A continuación una tabla con los modelos lanzados por la marca japonesa desde su primera réflex digital. En las tres primeras columnas se indica el nombre del modelo de cámara en esa área geográfica (si está en blanco coge el nombre de la primera columna).
| Europa/Asia/Oceanía                    | Américas              | Japón              | Megapíxeles | Sensor     | Precio inicial | Fecha de lanzamiento |
| -------------------------------------- | --------------------- | ------------------ | ----------- | ---------- | -------------- | -------------------- |
| Canon EOS D30                          |                       |                    | 3.1         | APS-C      | 358,000¥       | 17/05/2000           |
| Canon EOS 1D                           |                       |                    | 4.1         | APS-H      | 750,000¥       | ??/12/2001           |
| Canon EOS D60                          |                       |                    | 6.3         | APS-C      | $1199          | 22/02/2002           |
| Canon EOS 1Ds                          |                       |                    | 11          | Full Frame | $2700          | 24/09/2002           |
| Canon EOS 10D                          |                       |                    | 6.3         | APS-C      | $347           | 27/02/2003           |
| Canon EOS 300D                         | EOS DIGITAL REBEL     | EOS Kiss Digital   | 6.3         | APS-C      | $324           | 20/08/2003           |
| Canon EOS 1D Mark II                   |                       |                    | 8.2         | APS-H      | $1700          | 29/01/2004           |
| Canon EOS 20D                          |                       |                    | 8.2         | APS-C      | $700           | 19/08/2004           |
| Canon EOS 1Ds Mark II                  |                       |                    | 16.6        | Full Frame | $6950          | 21/09/2004           |
| Canon EOS 350D                         | EOS DIGITAL REBEL XT  | EOS Kiss Digital N | 8           | APS-C      | $560           | 17/02/2005           |
| Canon EOS 1D Mark II N                 |                       |                    | 8.2         | APS-H      | $5986          | 22/08/2005           |
| Canon EOS 5D                           |                       |                    | 12.7        | Full Frame | $2000          | 22/08/2005           |
| Canon EOS 30D                          |                       |                    | 8.2         | APS-C      | $738           | 21/02/2006           |
| Canon EOS 400D                         | EOS DIGITAL REBEL XTi | EOS Kiss Digital X | 10.1        | APS-C      | $520           | 24/08/2006           |
| Canon EOS 1D Mark III                  |                       |                    | 10.1        | APS-H      | $4050          | 21/02/2007           |
| Canon EOS 1Ds Mark III                 |                       |                    | 21.1        | Full Frame | $7100          | 20/08/2007           |
| Canon EOS 40D                          |                       |                    | 10.1        | APS-C      | $899           | 20/08/2007           |
| Canon EOS 450D                         | EOS Digital Rebel XSi | EOS Kiss X2        | 12.2        | APS-C      | $570           | 23/01/2008           |
| Canon EOS 1000D                        | EOS Digital Rebel XS  | EOS Kiss F         | 10.1        | APS-C      | $540           | 10/06/2008           |
| Canon EOS 50D                          |                       |                    | 15.1        | APS-C      | $1300          | 26/08/2008           |
| Canon EOS 5D Mark II                   |                       |                    | 21          | Full Frame | $2199          | 17/09/2008           |
| Canon EOS 500D                         | EOS Rebel T1i         | EOS Kiss X3        | 15.1        | APS-C      | $1040          | 25/03/2009           |
| Canon EOS 7D                           |                       |                    | 18          | APS-C      | $1974          | 01/09/2009           |
| Canon EOS 1D Mark IV                   |                       |                    | 16.1        | APS-H      | $5840          | 20/10/2009           |
| Canon EOS 550D                         | EOS Rebel T2i         | EOS Kiss X4        | 18          | APS-C      | $1000          | 24/02/2010           |
| Canon EOS 60D                          |                       |                    | 18          | APS-C      | $1199          | 26/08/2010           |
| Canon EOS 1100D                        | EOS Digital Rebel T3  | EOS Kiss X50       | 12.2        | APS-C      | $599           | 07/02/2011           |
| Canon EOS 600D                         | EOS Rebel T3i         | EOS Kiss X5        | 18          | APS-C      | $850           | 07/02/2011           |
| Canon EOS-1D X                         |                       |                    | 18.1        | Full Frame | $6800          | 18/10/2011           |
| Canon EOS 5D Mark III                  |                       |                    | 22.3        | Full Frame | $3499          | 02/03/2012           |
| Canon EOS 1D C                         |                       |                    | 18.1        | Full Frame | $15000         | 12/04/2012           |
| Canon EOS 650D                         | EOS Rebel T4i         | EOS Kiss X6i       | 18          | APS-C      | $899           | 08/06/2012           |
| Canon EOS M                            |                       |                    | 18          | APS-C      | $799           | 23/07/2012           |
| Canon EOS 6D                           |                       |                    | 20.2        | Full Frame | $2099          | 17/09/2012           |
| Canon EOS 700D                         | EOS Rebel T5i         | EOS Kiss X7i       | 18          | APS-C      | $750           | 21/03/2013           |
| Canon EOS 100D                         | EOS Rebel SL1         | EOS Kiss X7        | 18          | APS-C      | $650           | 21/03/2013           |
| Canon EOS 70D                          |                       |                    | 20.2        | APS-C      | $1199          | 02/07/2013           |
| Canon EOS M2                           |                       |                    | 18          | APS-C      | $650           | 03/12/2013           |
| Canon EOS 1200D                        | EOS Digital Rebel T5  | EOS Kiss X70       | 18          | APS-C      | $500           | 11/02/2014           |
| Canon EOS 7D Mark II                   |                       |                    | 20.2        | APS-C      | $1800          | 15/09/2014           |
| Canon EOS 5DS                          |                       |                    | 50.6        | Full Frame | $3700          | 06/02/2015           |
| Canon EOS 5DS R                        |                       |                    | 50.6        | Full Frame | $3900          | 06/02/2015           |
| Canon EOS 750D                         | EOS Rebel T6i         | EOS Kiss X8i       | 24.2        | APS-C      | $750           | 06/02/2015           |
| Canon EOS 760D                         | EOS Rebel T6s         | EOS 8000D          | 24.2        | APS-C      | $850           | 06/02/2015           |
| Canon EOS M3                           |                       |                    | 24.2        | APS-C      | $870           | 06/02/2015           |
| Canon EOS M10                          |                       |                    | 18          | APS-C      | $600           | 13/10/2015           |
| Canon EOS-1D X Mark II                 |                       |                    | 20.2        | Full Frame | $6000          | 01/02/2016           |
| Canon EOS 80D                          |                       |                    | 24.2        | APS-C      | $1200          | 18/02/2016           |
| Canon EOS 1300D                        | EOS Digital Rebel T6  | EOS Kiss X80       | 18          | APS-C      | $550           | 10/03/2016           |
| Canon EOS 5D Mark IV                   |                       |                    | 30.4        | Full Frame | $3500          | 25/08/2016           |
| Canon EOS M5                           |                       |                    | 24.2        | APS-C      | $980           | 15/09/2016           |
| Canon EOS 77D                          |                       | EOS 9000D          | 24.2        | APS-C      | $900           | 14/02/2017           |
| Canon EOS 800D                         | EOS Rebel T7i         | EOS Kiss X9i       | 24.2        | APS-C      | $750           | 14/02/2017           |
| Canon EOS M6                           |                       |                    | 24.2        | APS-C      | $780           | 14/02/2017           |
| Canon EOS 6D Mark II                   |                       |                    | 26.2        | Full Frame | $2000          | 29/06/2017           |
| Canon EOS 200D                         | EOS Rebel SL2         | EOS Kiss X9        | 24.2        | APS-C      | $550           | 28/06/2017           |
| Canon EOS M100                         |                       |                    | 24.2        | APS-C      | $600           | 29/08/2017           |
| Canon EOS 2000D / 1500D (Sureste Asia) | EOS Rebel T7          | EOS Kiss X90       | 24.1        | APS-C      | $550           | 25/02/2018           |
| Canon EOS 4000D / 3000D (Sureste Asia) | EOS Rebel T100        |                    | 18          | APS-C      | $400           | 25/02/2018           |
| Canon EOS M50                          |                       | EOS Kiss M         | 24.1        | APS-C      | $779.99        | 26/02/2018           |
| Canon EOS R                            |                       |                    | 30.3        | Full Frame | $2300          | 05/09/2018           |
| Canon EOS RP                           |                       |                    | 26          | Full Frame | $1300          | 13/02/2019           |
| Canon EOS 90D                          |                       |                    | 32.5        | APS-C      | $1199          | 28/08/2019           |
| Canon EOS M6 Mark II                   |                       |                    | 32.5        | APS-C      | $849           | 28/08/2019           |
| Canon EOS M200                         |                       |                    | 24.2        | APS-C      | $550           | 25/09/2019           |
| Canon EOS 250D                         | EOS Rebel SL3         | EOS Kiss X10       | 24.1        | APS-C      | $599           | 10/04/2019           |
| Canon EOS-1D X Mark III                |                       |                    | 20.1        | Full Frame | $6500          | 06/01/2020           |
| Canon EOS 850D                         | EOS Rebel T8i         |                    | 24.1        | APS-C      | $750           | 12/02/2020           |
| Canon EOS R5                           |                       |                    | 45          | Full Frame | $4499          | 09/07/2020           |
| Canon EOS R6                           |                       |                    | 20.1        | Full Frame | $2499          | 09/07/2020           |
| Canon EOS M50 Mark II                  |                       | EOS Kiss M         | 24.1        | APS-C      | $779.99        | 14/10/2020           |
| Canon EOS R3                           |                       |                    | 24.1        | Full Frame | $5999          | 14/09/2021           |
| Canon EOS R7                           |                       |                    | 32.5        | APS-C      | $1499          | 24/05/2022           |
| Canon EOS R10                          |                       |                    | 24.2        | APS-C      | $980           | 24/05/2022           |

### SLR analógicas
Serie A
- Canon AV-1
- Canon AT-1
- Canon AE-1
- Canon AE-1 Program
- Canon AL-1
- Canon A-1
- Canon F-1
- Canon F-1 Nueva

Serie T
- Canon T-50
- Canon T-60
- Canon T-70
- Canon T-80
- Canon T-90

### Compactas digitales
- Canon IXUS
- Canon PowerShot
- Canon IVY Cliq
- Canon IVY REC

### Cámaras de cine EOS
- Canon EOS C100
- Canon EOS C100 MarkII
- Canon EOS C200
- Canon EOS C300
- Canon EOS C500
- Canon EOS C700

### Videocámaras
Canon también desarrolla videocámaras tanto para ámbito doméstico (Serie Legria) como profesional orientado a la TV y reportajes (Series XF y XA).

### Monturas de objetivos
- Montura Canon FD
- Montura Canon EF
- Montura Canon EF-S
- Montura Canon EF-M
- Montura Canon RF

### Unidades flash
Canon produce una gama de unidades de flash de alto rendimiento para sus cámaras DSLR, incluidos los flashes Speedlite 270EX, 320EX, 430EX, 580EX y 580EX II y el Canon 600EX-RT Speedlite. Canon también produce unidades de flash macro que incluyen el Macro Twin Lite y el Macro Ring Lite. 

### Impresoras
Durante muchos años, Canon fue el principal fabricante de los motores de impresión que se encuentran en las impresoras láser estándar de la industria. Los primeros modelos de Apple LaserWriter y los productos equivalentes fabricados por HP utilizaron el motor Canon LBP-CX. Los siguientes modelos (serie LaserWriter II, serie LaserJet II) utilizaron el motor Canon LBP-SX. Los modelos posteriores utilizaron los motores Canon LBP-LX, LBP-EX, LBP-PX y muchos otros motores de impresión de Canon.
Tras la adquisición por parte de Canon del fabricante holandés de impresión digital Océ en 2010, Canon continuó desarrollando y fabricando sistemas de impresión, inicialmente bajo la marca Océ. El 1 de enero de 2020, la empresa Océ pasó a llamarse oficialmente Canon Production Printing.
- PIXMA
- MAXIFY
- Selphy
- Zoemini

### Otros productos
- Sensores de imagen CMOS
- Escáneres
- Fotocopiadoras
- Calculadoras
- Proyectores
- Auriculares de realidad virtual
- Punteros láser
- Equipos de fabricación

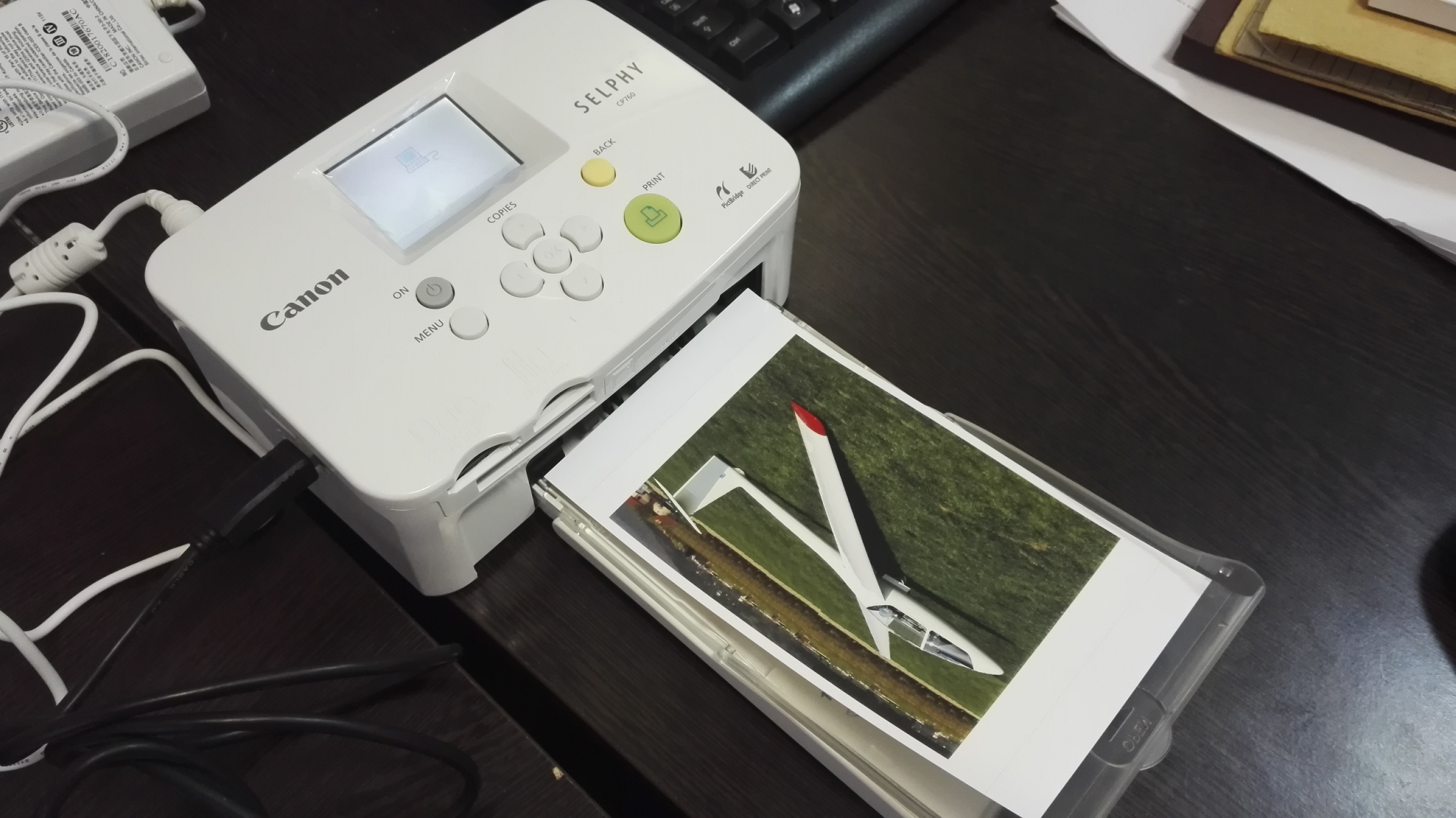
Impresora Canon Selphy CP760
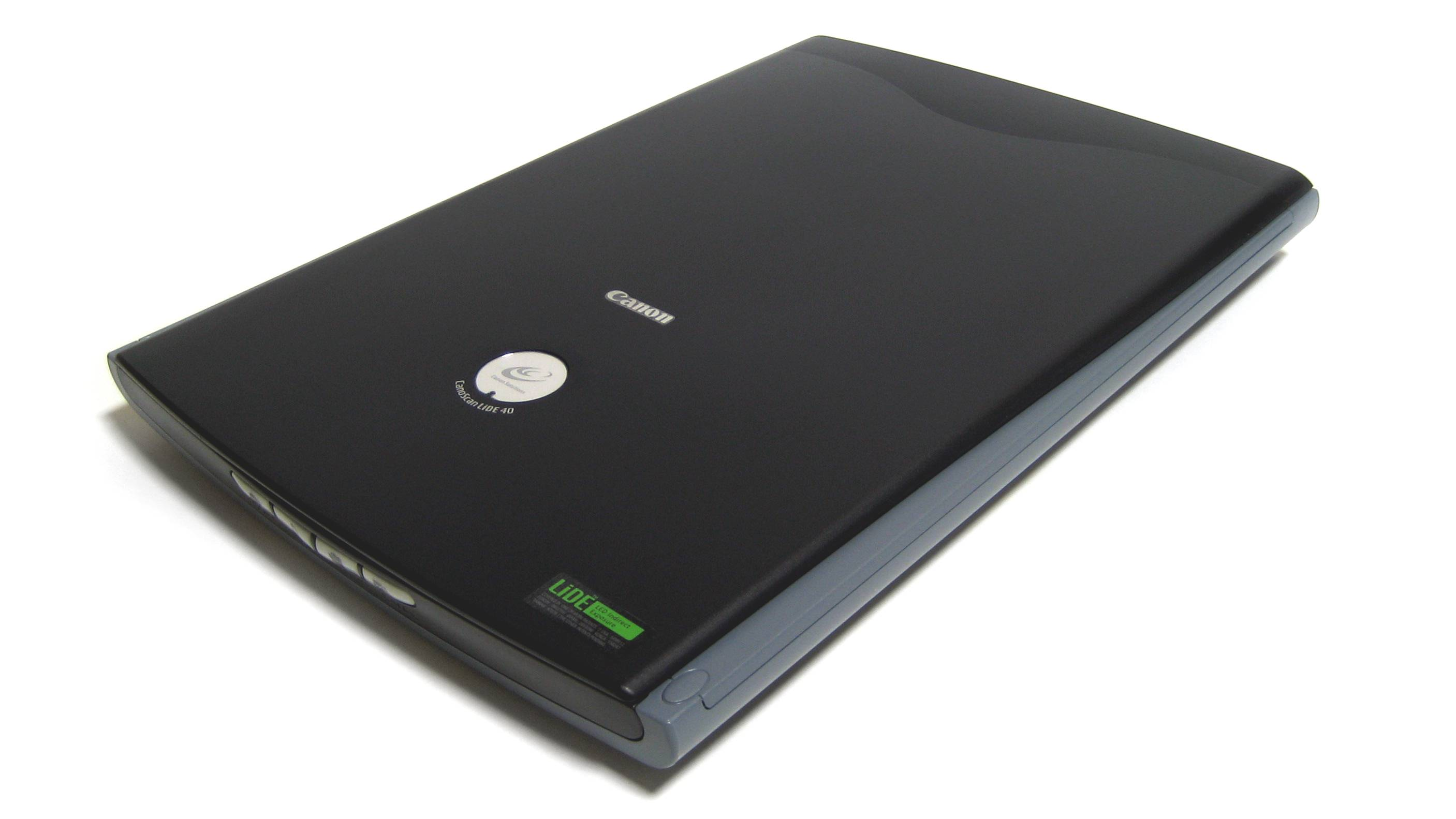
Escáner CanoScan
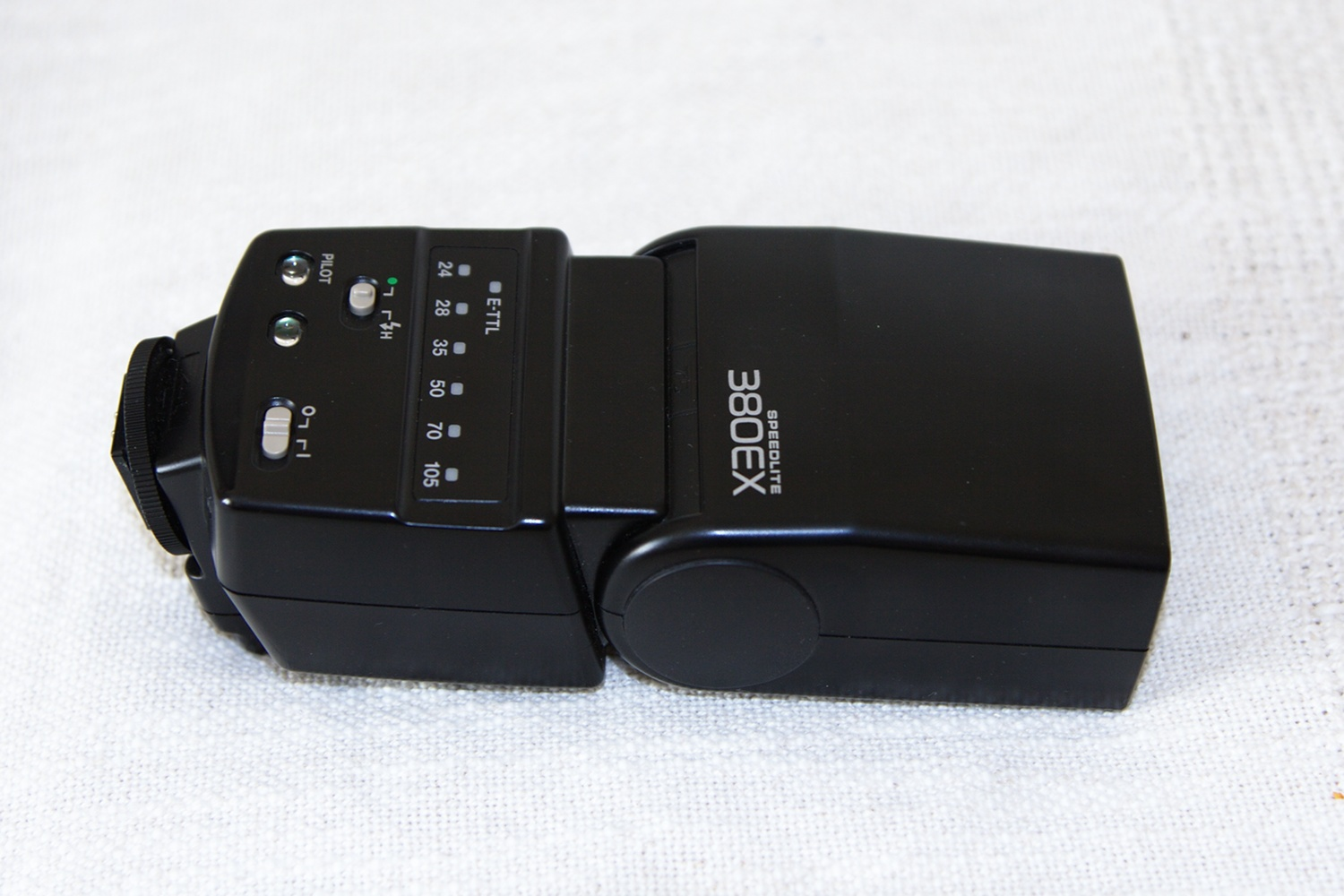
Unidad Flash Speedlite 380EX
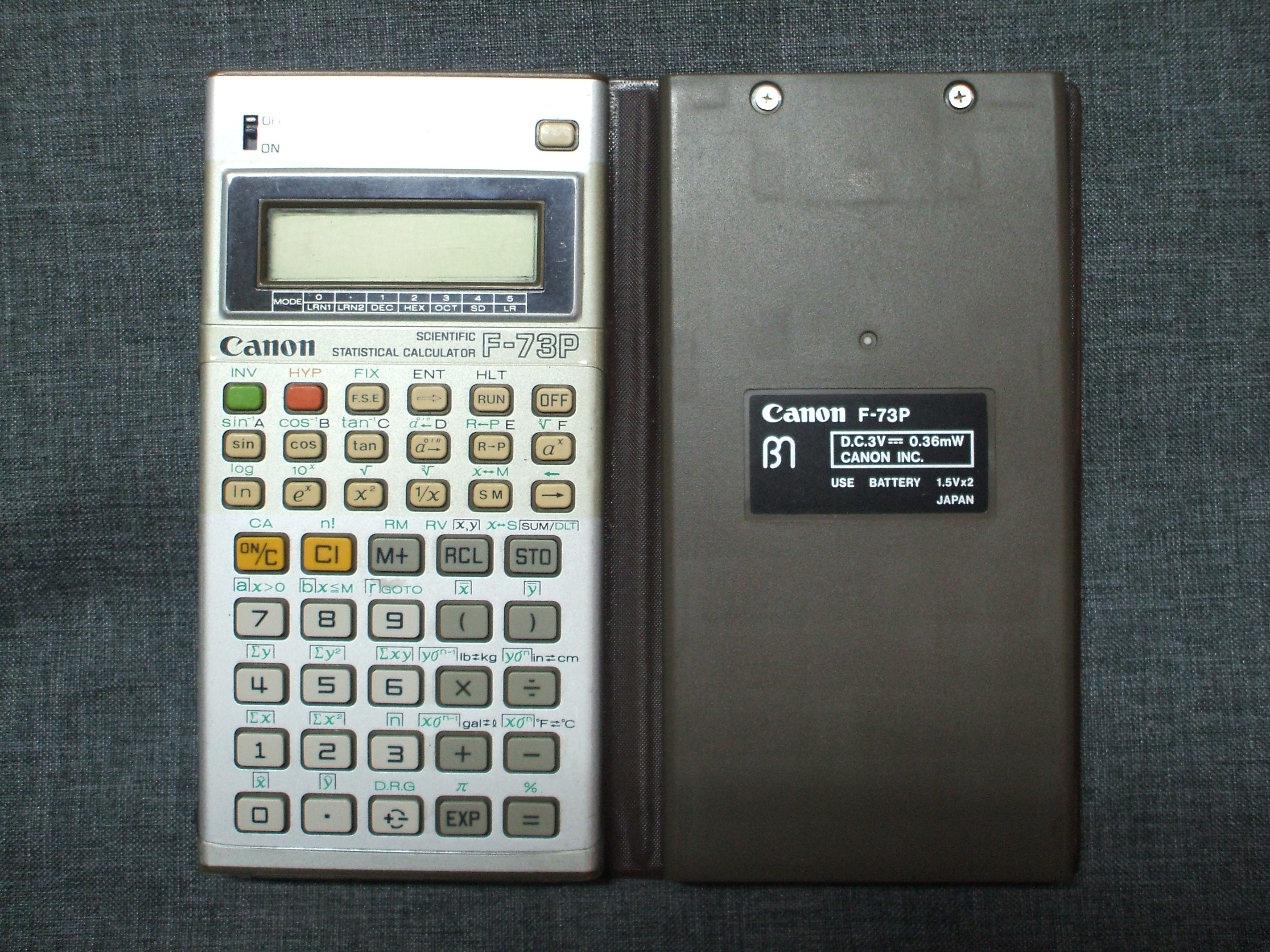
Calculadora Canon F-73P
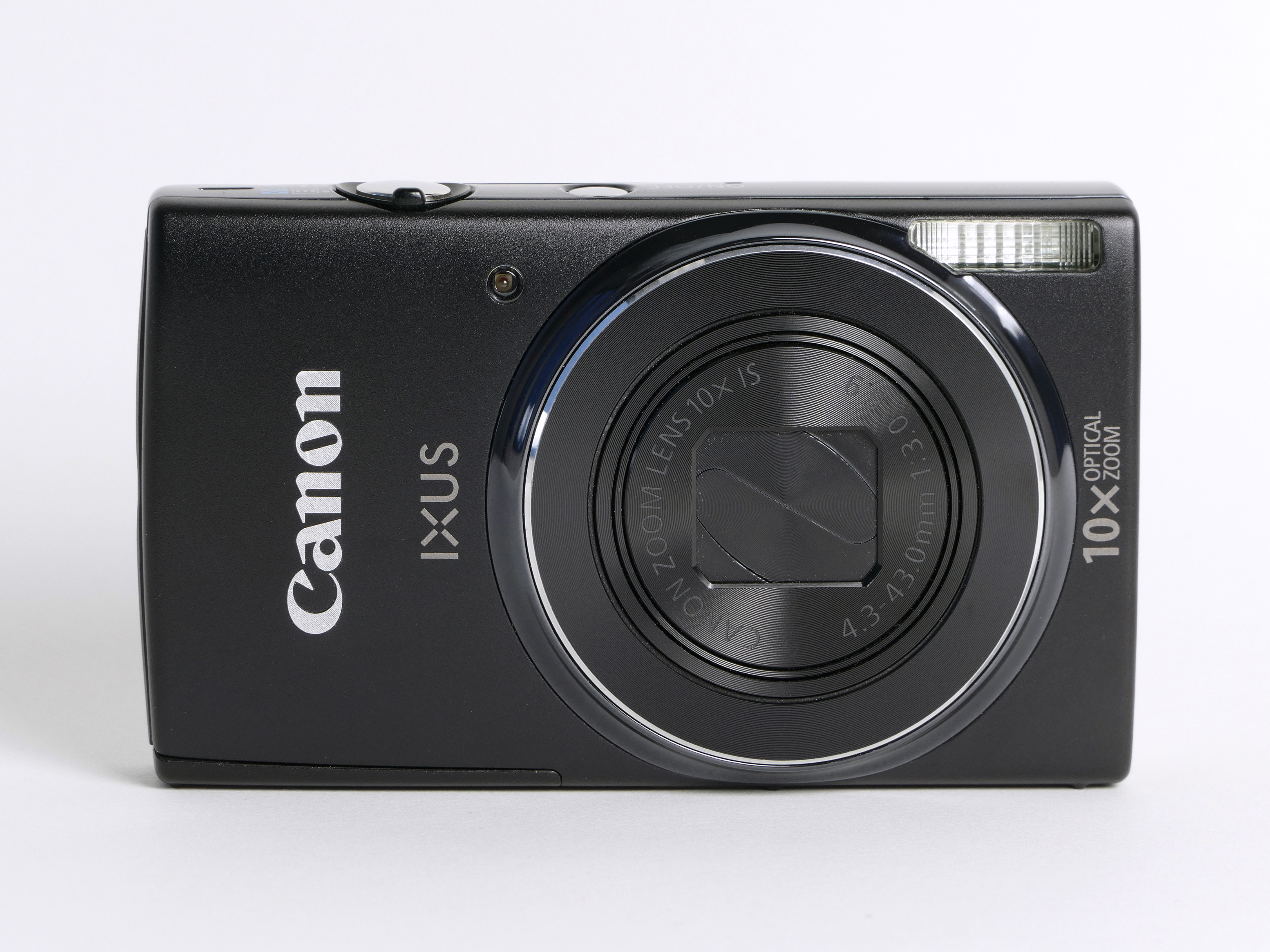
Cámara compacta Canon Ixus